# Eyder Brasil
Eyder Brasil (Porto Velho, 6 de março de 1978) é um militar e político brasileiro filiado ao Partido Liberal (PL). Foi deputado estadual por Rondônia.
Foi presidente do diretório estadual do Partido Social Liberal (PSL).